# Roio del Sangro
Roio del Sangro är en ort och kommun i provinsen Chieti i regionen Abruzzo i Italien. Kommunen hade 94 invånare (2018).